# Kuzmà Petrov-Vodkin
Kuzmà Serguéievitx Petrov-Vodkin rus: Кузьма́ Серге́евич Петро́в-Во́дкин, (5 de novembre de 1878 – 15 de febrer de 1939) va ser un important pintor i escriptor rus i soviètic.

## Biografia

### Primers anys
Kuzmà Petrov-Vodkin va néixer a Khvalinsk (óblast de Saràtov), fill d'un sabater local. El seu primer contacte amb l'art va ser en la seva infantesa, quan va rebre classes a càrrec d'una parella de pintors d'icones i un compositor. Llavors, Petrov-Vodkin encara no s'hi veia, en l'art; després de graduar-se de secundària, va agafar una feina d'estiu en una petita drassana amb la idea d'intentar entrar a la Universitat de Samara. Després de suspendre l'examen d'admissió, va tornar a fer classes d'art a càrrec de Fedor Burov l'any 1896.
L'abril de 1895, Burov va morir i durant algun temps Petrov-Vodkin va treballar en diferents feines relacionades amb la pintura, prop de Saràtov. Per casualitat, el patró de la seva mare va convidar un arquitecte de renom, R. Meltzer. Petrov-Vodkin va ser presentat al convidat i li va impressionar prou per aconseguir una invitació per estudiar art a Sant Petersburg. La seva educació va ser finançada per una subscripció benèfica entre marxants locals. També llavors va conèixer Boríssov-Mussatov, un important pintor que vivia a Saràtov, que va animar Petrov-Vodkin a continuar els seus estudis.
Petrov-Vodkin es va quedar a Sant Petersburg de 1895 a 1897 estudiant a l'Escola del Baró Stieglits, abans de mudar-se a l'Escola de Pintura, Escultura i Arquitectura de Moscou. Allà Petrov-Vodkin va ser estudiant de Valentin Serov, Isaak Levitan i sobtetot de Konstantin Korovin. L'any 1901 va viatjar a Múnic on va ser alumne d'Anton Unžser.
Es va graduar el 1904.

### Primeres obres independents (1899-1912)

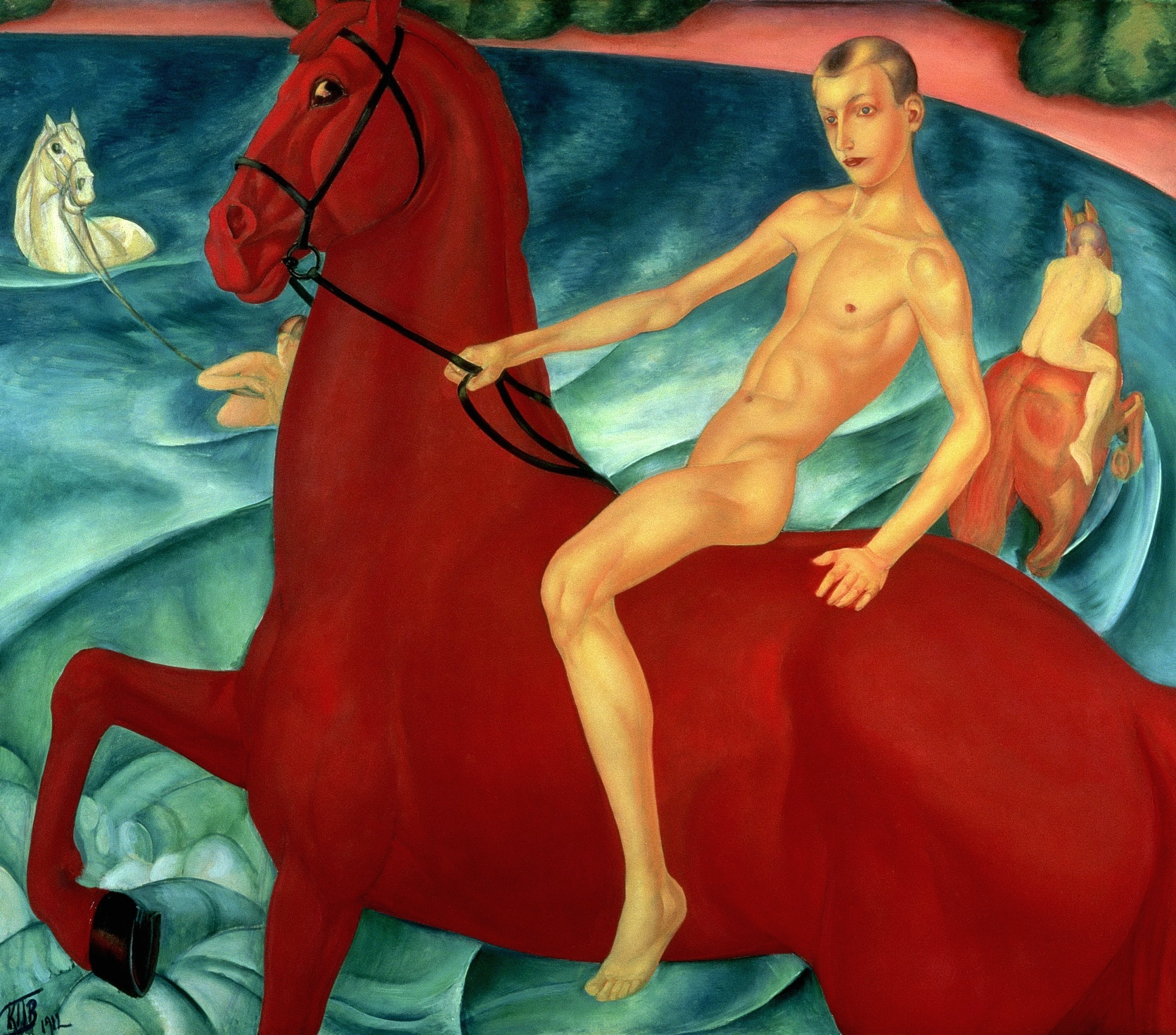
L'obra icònica de Petrov-Vodkin, El bany del cavall vermell

Mentrestant, a París va conèixer Maria Jovanovic (1885–1960), filla d'hostalers immigrants serbis, amb qui es va casar el 1906. Ella el va acompanyar tota la vida. Van tenir dues filles, una d'elles va morir en la infantesa.
Fins i tot durant els seus anys universitaris, Petrov-Vodkin va arribar a entrar en conflicte amb l'Església ortodoxa russa, que va rebutjar una obra seva d'una capella de Samara i finalment la van destruir considerant-la inacceptable. Algunes de les seves primeres obres eren considerades eròtiques. La seva primera obra coneguda va ser El somni (1910), que va obrir un debat entre els artistes contemporanis russos. El principal defensor de la seva pintura era Aleksandr Benois mentre que el seu detractor principal era Ilià Repin (per tant, Petrov-Vodkin va ser comentat per dos dels pintors russos més importants d'aquell temps). Altres obres importants d'aquell temps inclouen Nois jugant i, notablement, Bany d'un cavall vermell, (1912) la seva obra més icònica, un símbol dels canvis socials esdevenidors. L'últim esdevindria un clàssic instantani i, en certa manera, una marca de l'artista.
Durant aquesta etapa en el seu desenvolupament artístic, Petrov-Vodkin va combinar extensament l'estètica de les icones ortodoxes amb colors més brillants i composicions insòlites. Les seves obres eren sovint titllades de blasfemes i eròtiques.

### Maduresa (1912-1928)

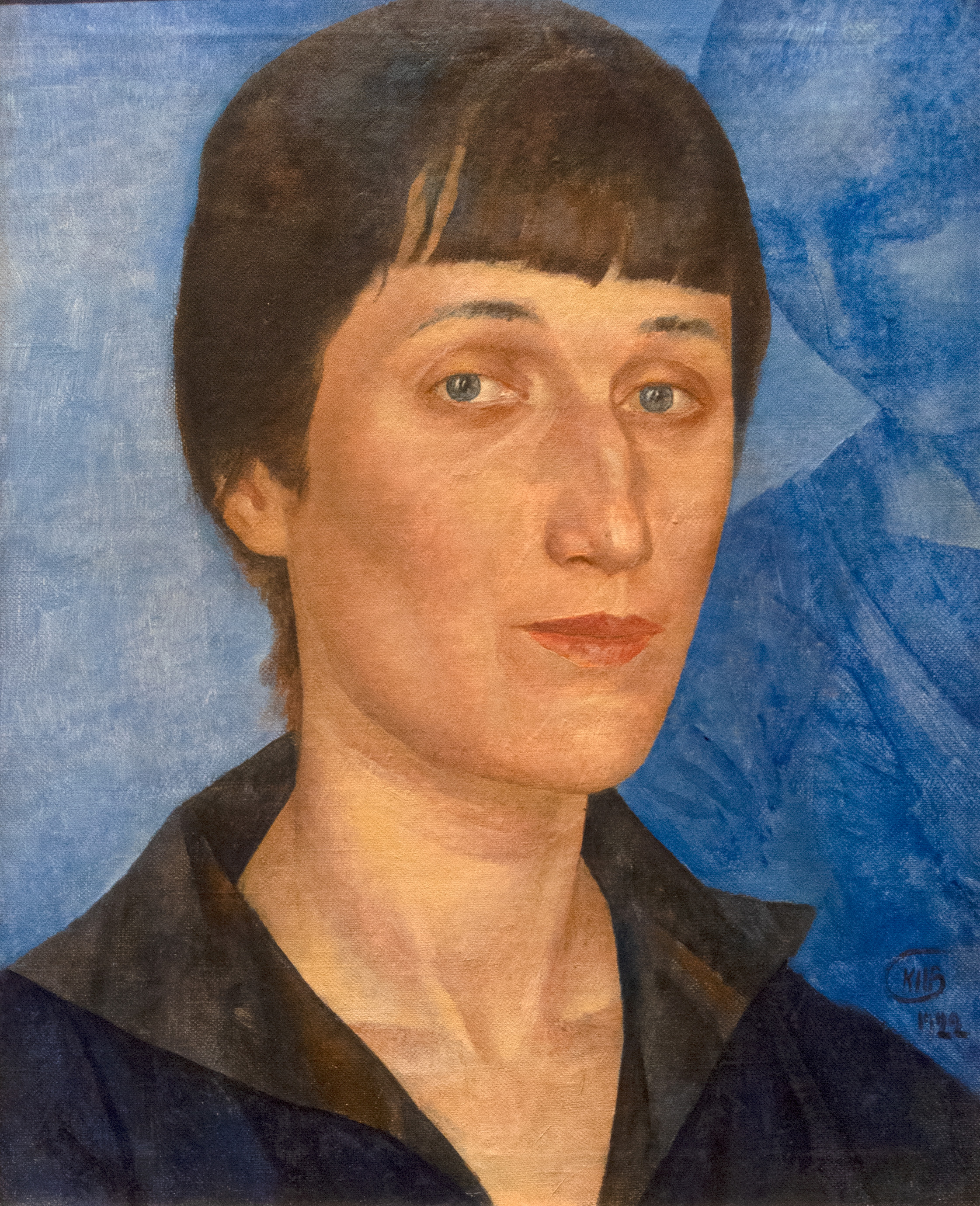
Retrat de 1922, d'Anna Akhmatova

De 1924 a 1926 Petrov-Vodkin va viure a França amb la seva família. L'any 1922 va pintar un retrat de la poeta russa Anna Akhmatova.
Durant els seus primers anys Petrov-Vodkin va desenvolupar la seva perspectiva esfèrica: un gir únic que distorsionava el dibuix per tal de representar l'espectador prou alt com per fet notar la corba esfèrica del globus.
Va utilitzar aquest efecte extensament en les seves obres com ara a Mort d'un comissari i En la línia de foc, que fan que l'observador sembli més distant, però alhora proper. S'ha comentat que aquest gir s'ha inspirat en la perspectiva romana d'Orient, una perspectiva invertida usada en iconografia.
Amb el temps, Petrov-Vodkin va anar utilitzant tons més foscos, però les seves pintures passaven a ser més detallades. Va començar pintant retrats i bodegons, fent un pas més enllà dels seus temes anteriors.
Amb l'ajuda del govern soviètic, va fer diversos viatges a través de la Unió Soviètica, creant moltes obres amb finalitats didàctiques.

### Últims anys (1928-1937)
El 1927, Petrov-Vodkin va contreure tuberculosi pulmonar i va haver de disminuir la seva activitat durant diversos anys. Es va passar a la literatura i va escriure tres importants volums semiautobiogràfics, Khvalynsk, L'Espai d'Euclides i Samarkandia. Els dos primers d'aquests són considerats pertanyents al nivell de la literatura russa més bona de l'època.
A la primavera de 1932 el Comitè Central del Partit Comunista va decretar que tots els grups i organitzacions artístics i literaris haurien de ser dissolts i reemplaçats per associacions unificades de professions creatives. Consegüentment, la Unió d'Artistes de Leningrad va ser establerta el 2 d'agost de 1932, fet que va portar la història de l'art postrevolucionari a la seua fi. Va començar l'època de l'art soviètic. Petrov-Vodkin va ser elegit primer president de la Unió d'Artistes de Leningrad el 1932.
Altres obres importants de Petrov-Vodkin durant aquest període inclouen 1919. Alarma (1934).
El febrer de 1939, Petrov-Vodkin va morir de tuberculosi a Leningrad.

## Llegat
Fins a mitjans dels anys 60, Petrov-Vodkin era gairebé oblidat a la Unió Soviètica després de la seva restricció de pintar i la decisió d'escriure.
Els escrits de Petrov-Vodkin van ser republicats durant la dècada dels 70 per d'una gran aclamació després de molts anys d'abandonament. Les seves obres literàries principals són les tres novel·les semiautobiogràfiques: Khlynovsk, Espai Euclidià i Samarcandia. El segon d'aquests és d'importància particular, ja que transmet la visió del món de Petrov-Vodkin en gran detall des del punt de vista d'un artista.
La col·lecció més gran d'obres de Petrov-Vodkin és en el Museu Rus en Sant Petersburg, on, des de 2012, una sala sencera en l'exposició permanent és dedicada al pintor. En la casa que Petrov-Vodkin va construir per als seus pares en la seva ciutat natal de Khvalynsk, es va instal·lar també un museu memorial. Mostra una selecció de les seves obres, així com obres d'altres pintors de Khvalynsk.

## Obres

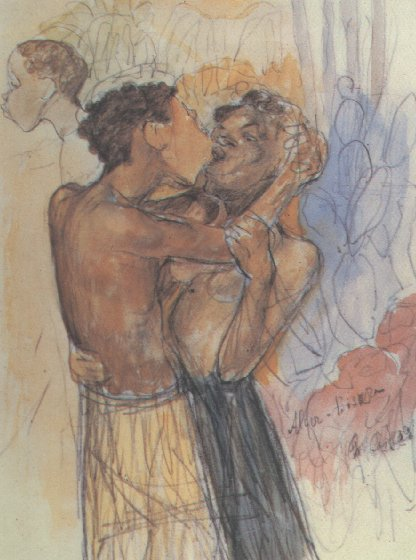
Petó
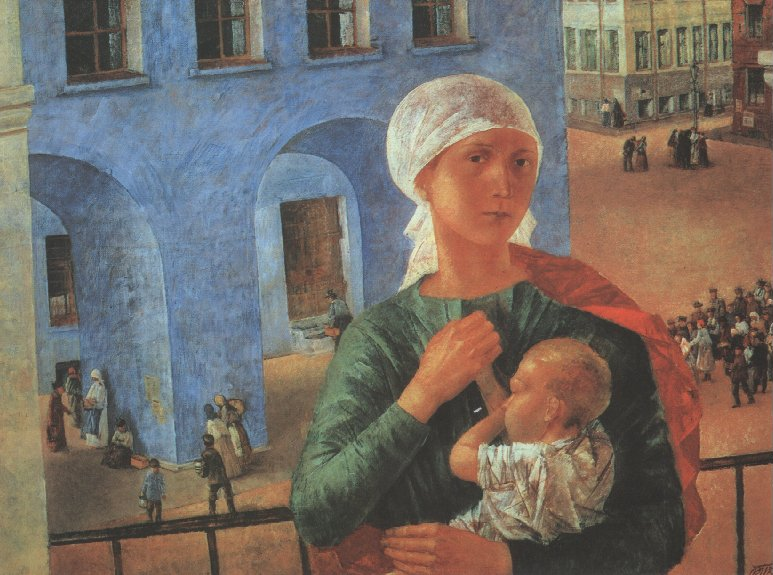
Madonna de Petrograd
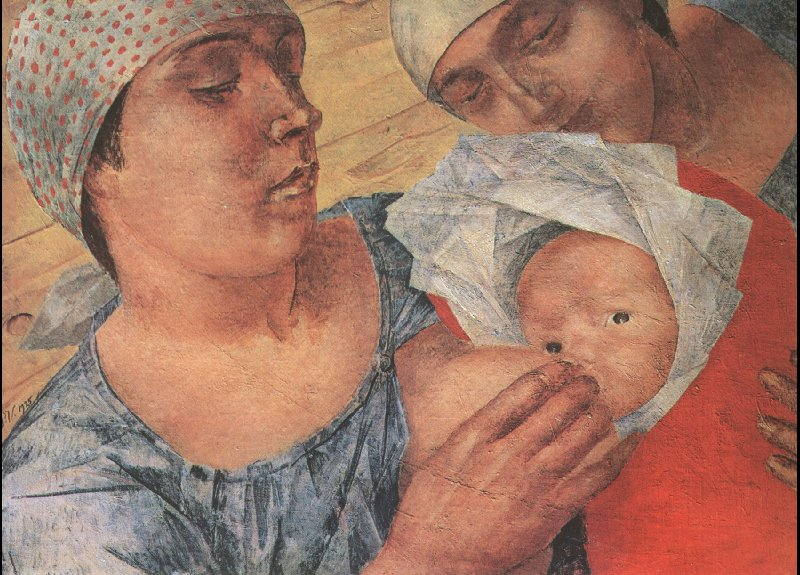
Maternitat
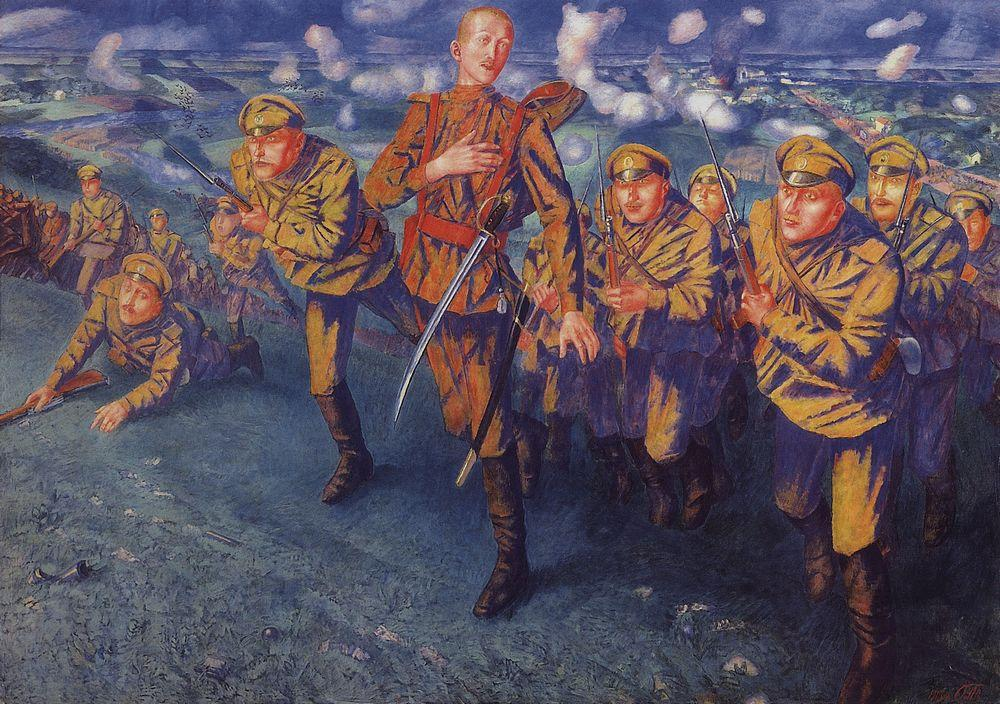
En la línia de foc
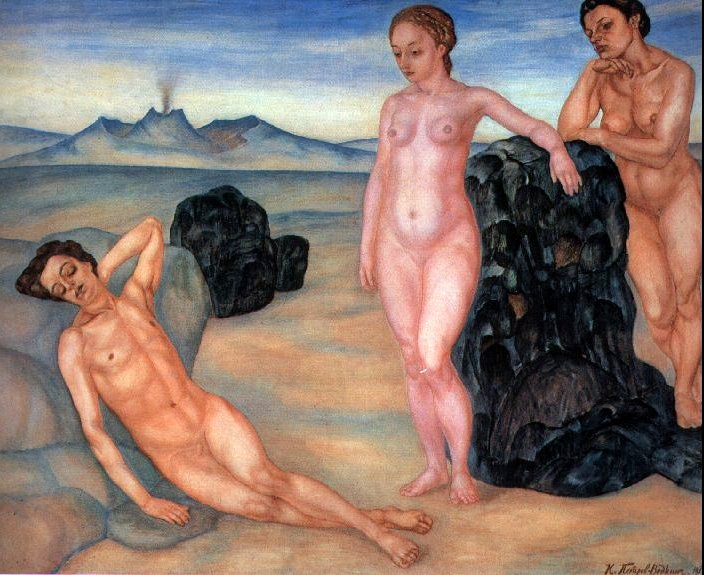
Somni
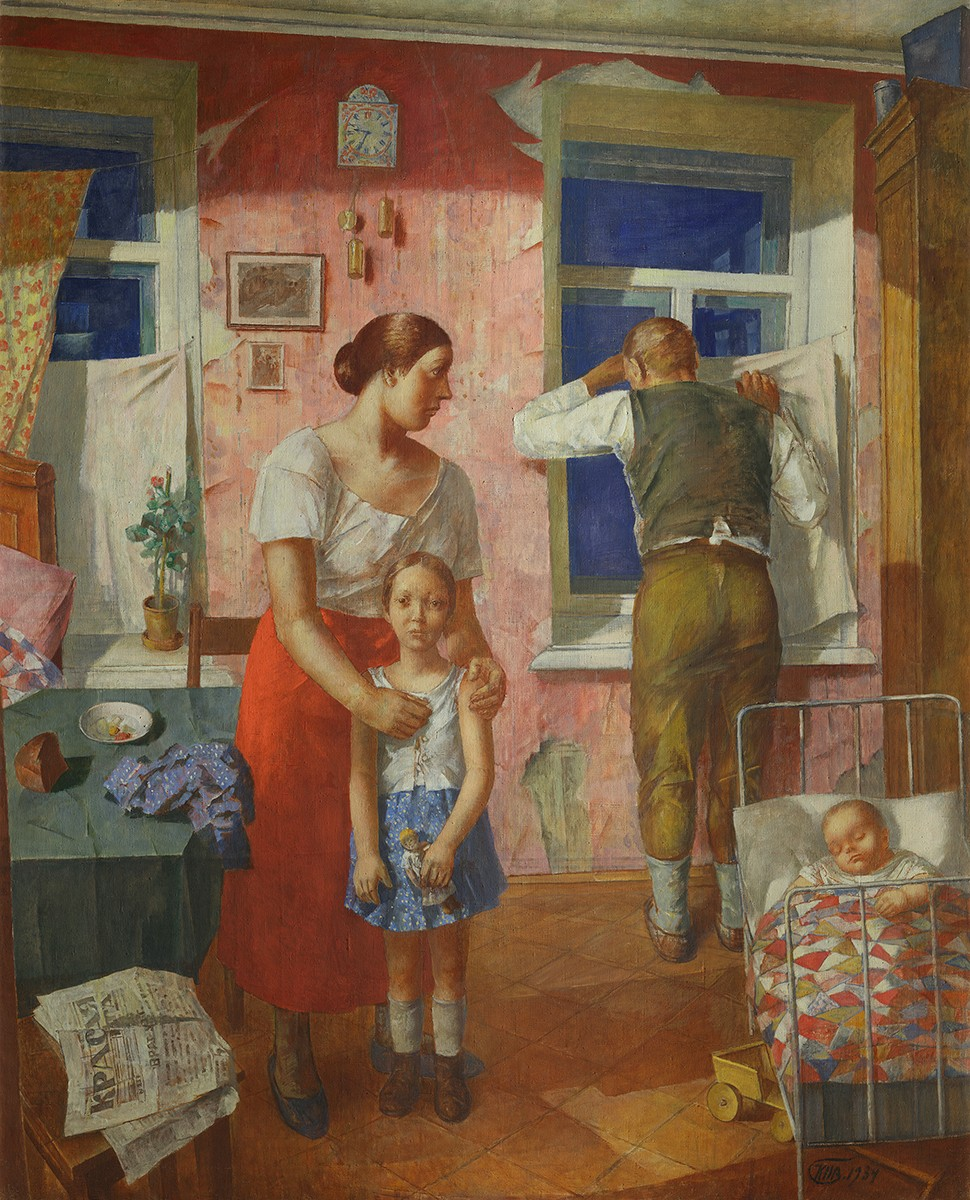
1919. Alarma
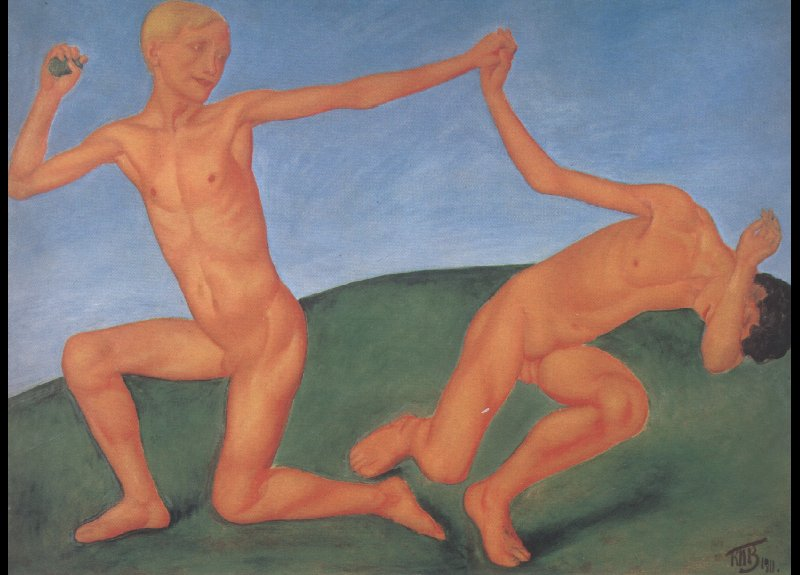
Nois jugant
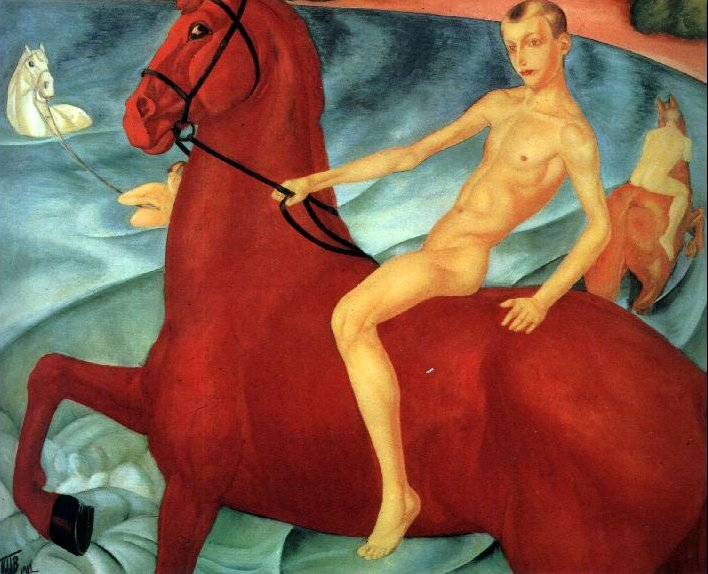
El bany del cavall vermell
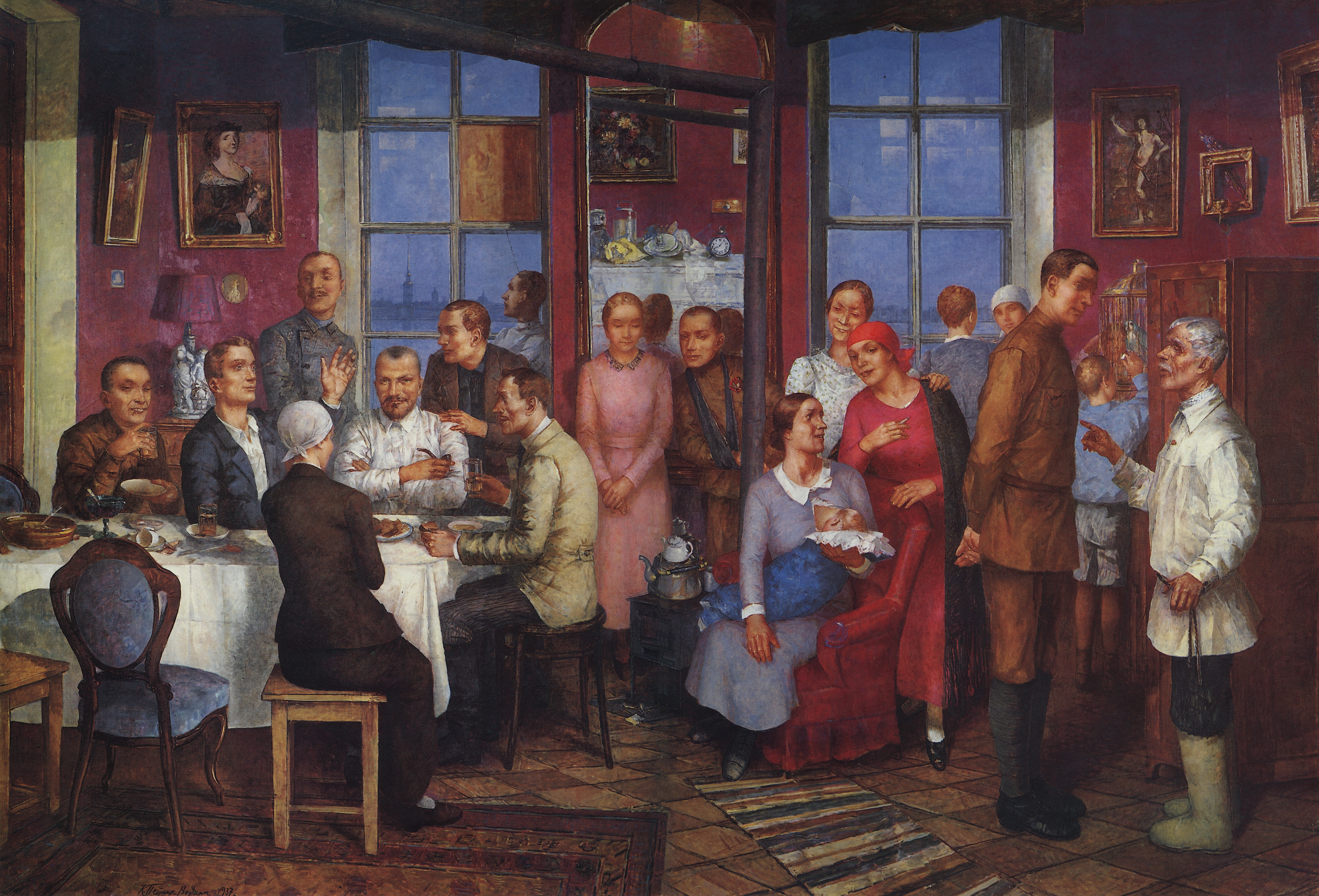
Festa que escalfa la casa
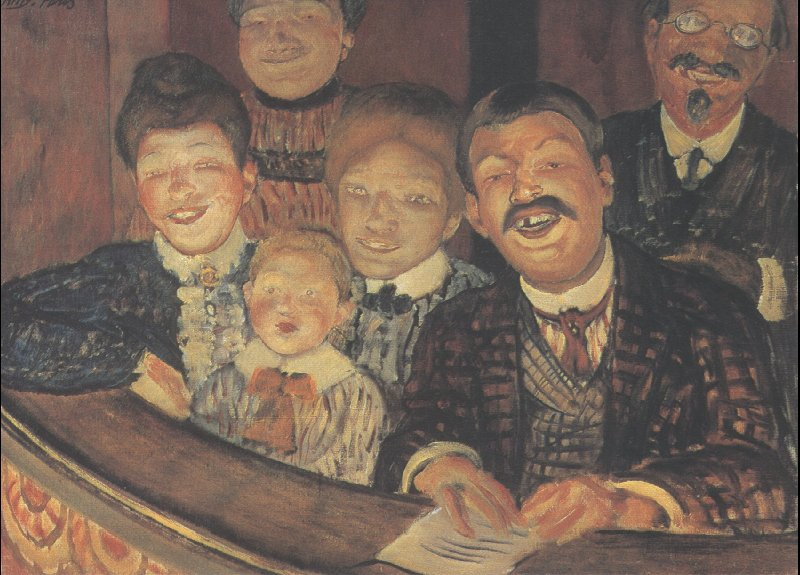
Teatre. Farsa
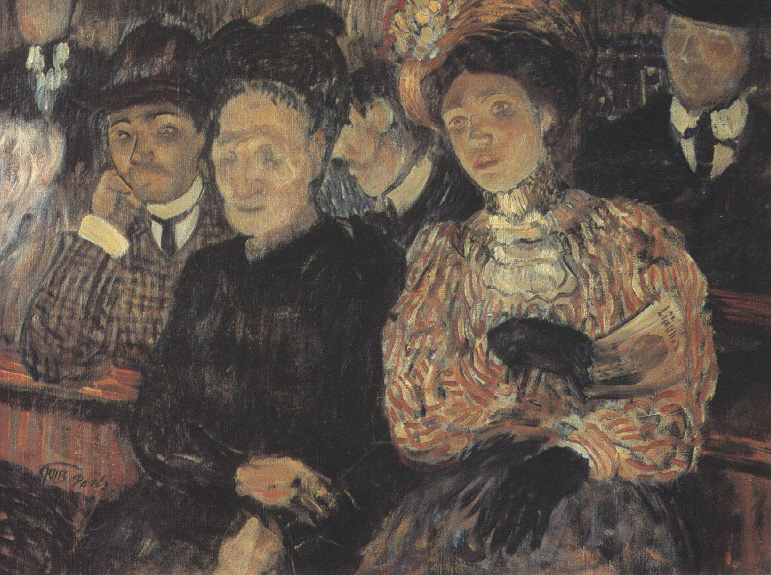
Teatre. Tragèdia
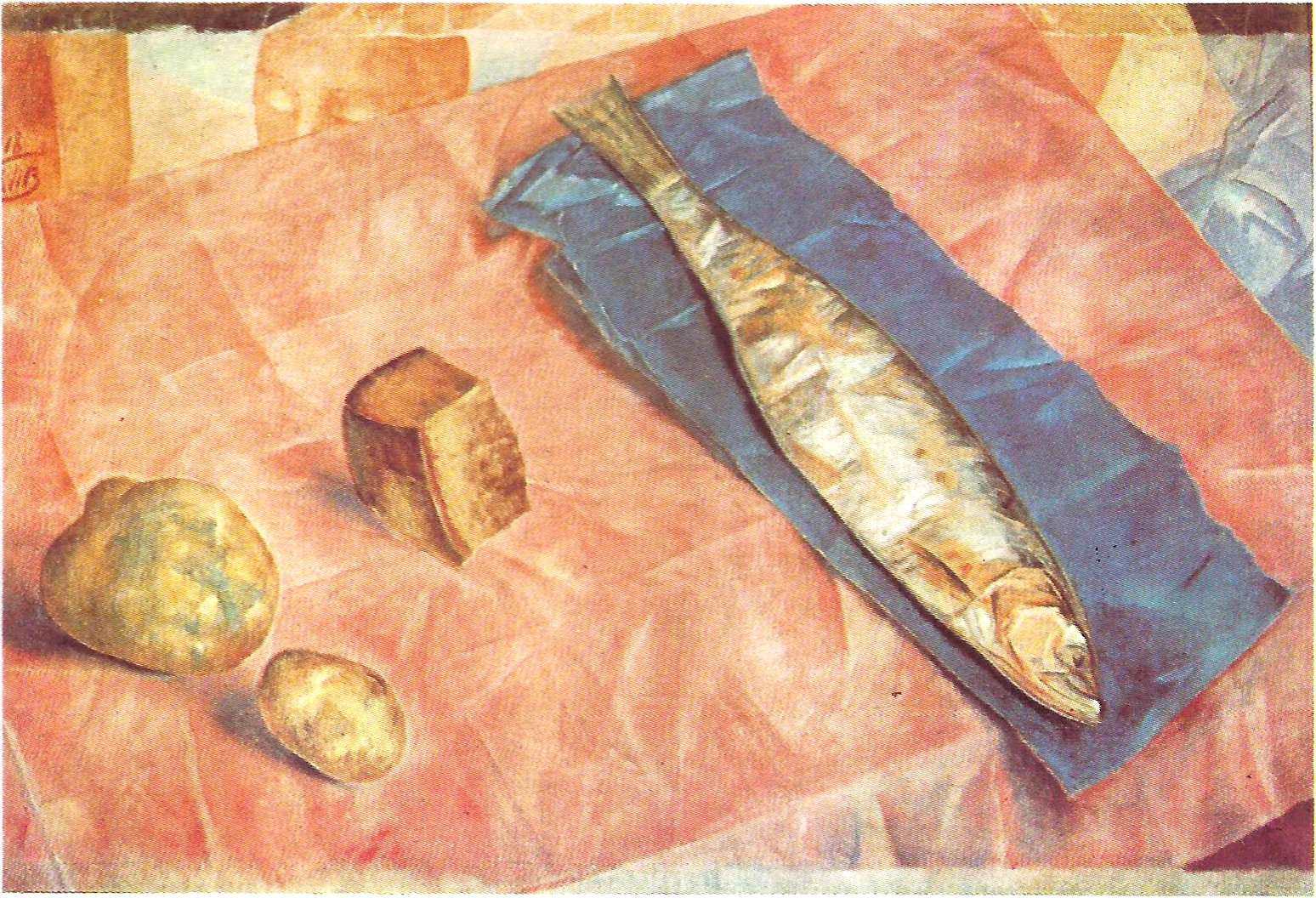
Natura morta amb un areng
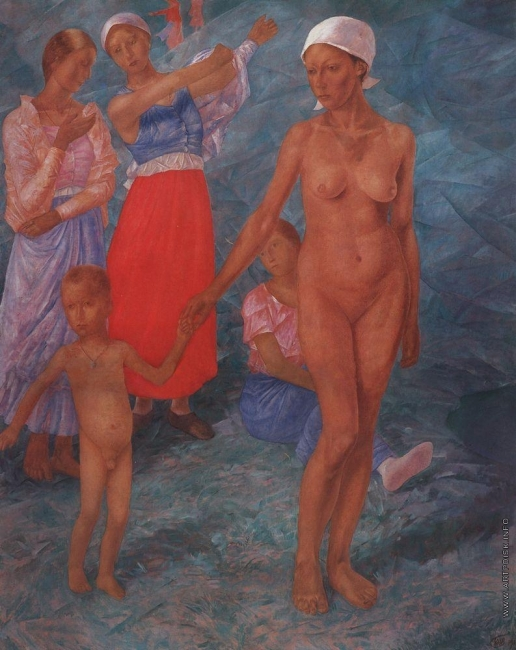
Matí d'un banyista
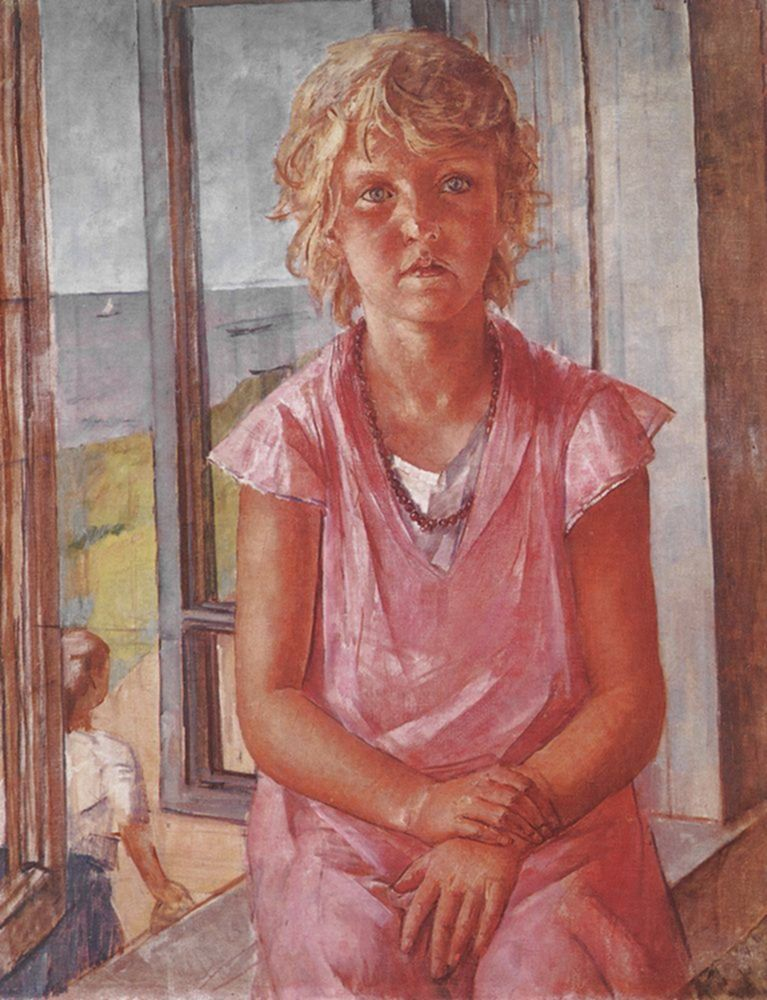
La filla del pescador
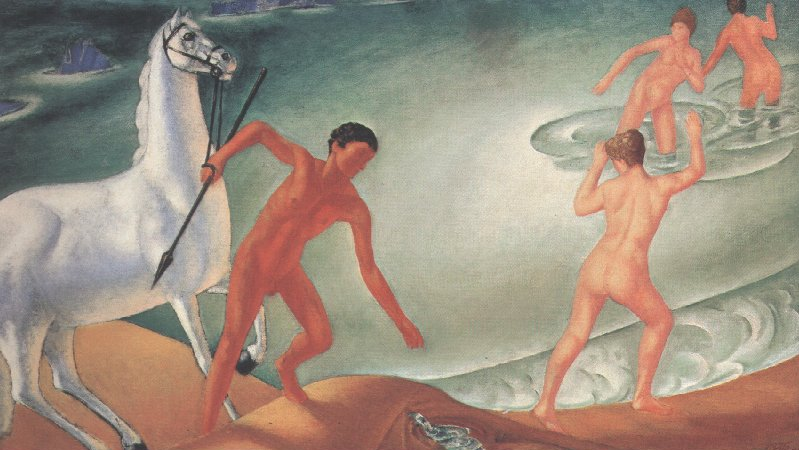
Lluitador assedegat
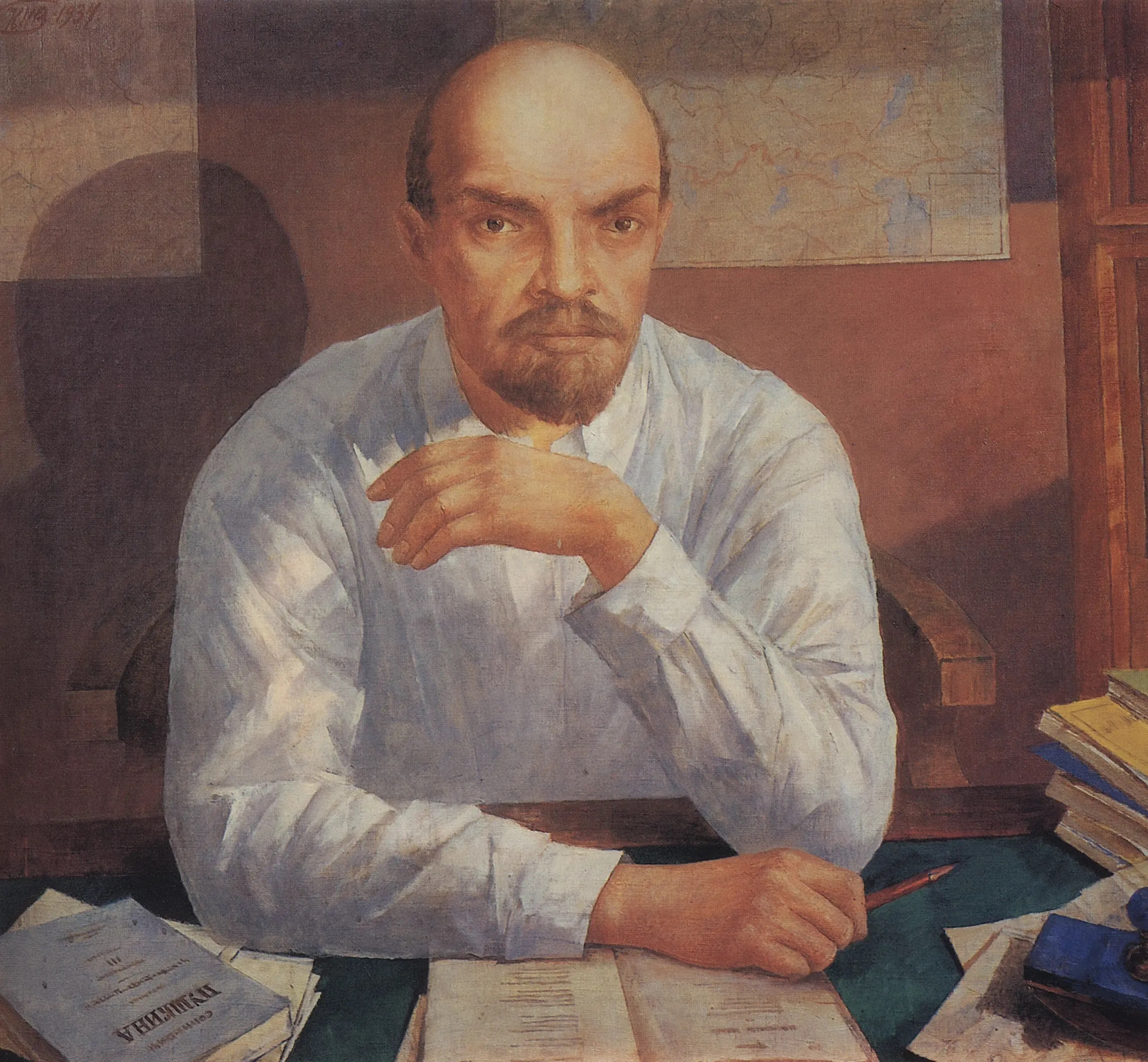
Lenin

## Trivialitats
Petrov-Vodkin va ser també un excel·lent violinista semiprofessional.